# بار یوحای
بار یوحای (عبری: בַּר יוֹחַאי‎) یک شهرک مذهبی یهودی در شمال اسرائیل است. در نزدیکی کوه مرون قرار دارد و تحت صلاحیت شورای منطقه ای الجلیل شمالی بد. تا سال ۲۰۱۷ جمعیت آن ۱.۰۱۴ نفر بوده‌است.

## تاریخ
کیبوتص بار یوحای در سال ۱۹۷۷ به عنوان محل اقامت مهاجران از اتحاد جماهیر شورویتأسیس شد. با این حال، مهاجران نه علاقه ای به زندگی در چنین فاصله ای از یک شهر و نه در چنین شرایط سختی داشتند (هر ضلع یک دوبلکس کمتر از ۶۰ متر مربع بود). مقامات آژانس یهود پس از آن شهرک ناموفق را به خانواده‌های صهیونیست مذهبی و اعضای موشاو نزدیک پیشنهاد کردند. این حرکت موفقیت‌آمیز بود و بار یوحای با بیش از ۱۰۰ خانواده از جمله گروه کوچکی از مهاجران کانادایی بزرگ شد.
این روستا در زمین روستای خالی از سکنه عربی صفصاف واقع شده‌است که روستاییان آن پس از کشتار صفصاف در اکتبر ۱۹۴۸ در جریان جنگ اعراب و اسرائیل در سال ۱۹۴۸ به لبنان گریختند.
نام این جامعه از نام خاخام شمعون بار یوحای گرفته شده‌است که طبق سنت یهودی در کوه مرون در همان نزدیکی به خاک سپرده شد.